# Michael et Mark Polish
Michael et Mark Polish sont des frères jumeaux américains, nés le 30 octobre 1970 à El Centro en Californie. Ils sont tous deux réalisateurs de films indépendants.

## Biographie
Ils ont commencé leur carrière en 1999 avec le film Les Frères Falls,. Seul Michael est crédité comme réalisateur.
En 2000, les frères Polish réalisent Jackpot.
En 2002, ils ont l'occasion de réaliser un film à grand budget mais ils préfèrent réaliser un nouveau film indépendant Northfork.
En 2005, ils publient The Declaration of Independent Filmmaking, un guide du cinéma indépendant  (ISBN 978-0-15-602952-0).
En 2006, ils réalisent leur quatrième film The Astronaut Farmer. Le film est un échec commercial (13 millions de dollars de budget pour 10 millions de recettes).
En mai 2010, ils commencent le tournage de For Lovers Only. Le film est tourné sans budget et n'est pas distribué au cinéma. Il est disponible en vidéo à la demande à partir du 12 juillet 2011 sur internet et bénéficie du bouche à oreille sur les réseaux sociaux. Le film raconte une histoire d'amour entre une jeune journaliste (Stana Katic) et un photographe. Il a été tourné en France en moins de 12 jours avec un appareil photographique reflex numérique pour caméra.

## Filmographie
Sauf indication contraire, les informations mentionnées dans cette section peuvent être confirmées par la base de données cinématographiques IMDb,  présente dans la section « Liens externes ».

### Réalisateurs
- 1999 : Les Frères Falls (Twin Falls Idaho) (uniquement Michael)
- 2001 : Jackpot (uniquement Michael)
- 2003 : Northfork (uniquement Michael)
- 2007 : The Astronaut Farmer (uniquement Michael)
- 2009 : Le Parfum du succès (The Smell of Success) (uniquement Michael, crédité sous le nom de Larry Smith)
- 2009 : Stay Cool (uniquement Michael, crédité sous le nom de Ted Smith)
- 2011 : For Lovers Only (uniquement Michael)
- 2013 : Big Sur (uniquement Michael)
- 2015 : Illusions (Amnesiac) (uniquement Michael)
- 2015 : 90 minutes au paradis (90 Minutes in Heaven) (uniquement Michael)
- 2016 : Hot Bot (uniquement Michael)
- 2017 : Nona (uniquement Michael)
- 2019 : Transfert (Against the Clock) (uniquement Michael)
- 2020 : Force of Nature (uniquement Michael)
- 2021 : American Traitor: The Trial of Axis Sally (uniquement Michael)
- 2022 : Bring on the Dancing Horses (série TV) (uniquement Michael)
- 2022 : Terror on the Prairie (uniquement Michael)
- 2025 : Mission Alarum (Alarum) (uniquement Michael)

### Scénaristes
- 1999 : Les Frères Falls (Twin Falls Idaho) de Michael Polish
- 2001 : Jackpot de Michael Polish
- 2003 : Northfork de Michael Polish
- 2007 : The Astronaut Farmer de Michael Polish
- 2009 : Le Parfum du succès (The Smell of Success) de Michael Polish
- 2009 : Stay Cool de Michael Polish (uniquement Mark)
- 2011 : For Lovers Only de Michael Polish
- 2013 : Big Sur de Michael Polish (uniquement Michael)
- 2015 : 90 minutes au paradis (90 Minutes in Heaven) de Michael Polish (uniquement Michael)
- 2016 : Hot Bot de Michael Polish
- 2017 : Nona de Michael Polish (uniquement Michael)
- 2019 : Transfert (Against the Clock) de Michael Polish (uniquement Michael)
- 2021 : American Traitor: The Trial of Axis Sally de Michael Polish (uniquement Michael)

### Acteurs
- 1996 : Hellraiser: Bloodline de Kevin Yagher : les jumeaux Cenobites
- 2002 : L'Homme de la Riviera (The Good Thief) de Neil Jordan
- 2011 : For Lovers Only de Michael Polish (uniquement Mark)
- 2019 : Transfert (Against the Clock) de Michael Polish (uniquement Michael)
- 2019 : Satanic Panic de Chelsea Stardust : Gary Neumieir (uniquement Michael)

## Distinctions
- Festival du cinéma américain de Deauville 1999 : Prix du jury pour Les Frères Falls